# Majed al-Shamrani
Majed Mohammed al-Shamrani (arabisch ماجد الشمراني, DMG Māǧid aš-Šamrānī) ist ein saudi-arabischer Fußballschiedsrichter. Seit 2019 steht er als dieser auf der FIFA-Schiedsrichterliste sowie seit 2023 auch als Video-Assistent.

## Karriere

### Klubmannschaften
Nach mehreren Jahren als Schiedsrichter in der Saudi Professional League, bekam er in der Gruppenphase des AFC Cup 2022 erstmals auch Einsätze auf internationaler Bühne. Ende Oktober 2023 folgte dann auch ein erster Einsatz in der AFC Champions League. Auch beim Arab Club Champions Cup 2023 hatte er einen Einsatz.
Abseits dessen gastierte er im Februar 2018 als Leiter einer Partie in der nordirischen Premier League.

### Nationalmannschaften
Erste Einsätze auf Länderspielebene, erhielte er bei den Südostasienspielen 2019, wo er ein Gruppenspiel, als auch das Finale zwischen Indonesien und Vietnam leitete. Zwei Jahre später folgten dann ein paar Spiele bei der Südasienmeisterschaft 2021, unter denen auch das Finalspiel zwischen Indien und Nepal war. Im wiederum darauffolgenden Jahr machte er auch ein Gastspiel bei der Südostasienmeisterschaft 2022, wo er die Leitung einer Gruppenpartie übernahm.
Als Nächstes wurde er für die U-20-Asienmeisterschaft 2023 nominiert und leitete hier zwei Spiele der Gruppenphase und ein Viertelfinale. Zuvor war hier bereits in ein paar Qualifikationsspielen aktiv. Auch in der Qualifikationsphase der U-23-Asienmeisterschaft 2024 im Spätsommer 2023 übernahm er ein paar Partien.